# Deadline (Band)
Deadline ist eine Londoner Streetpunkband, die seit 2000 existiert.

## Geschichte
Deadline wurde 2000 in London gegründet, nachdem bei einem Konzert der Band Gundog die spätere Deadline-Sängerin Liz spontan die Bühne betrat und den Gesang erledigte. Damit hatte Liz, die bereits ein Konzept für ihre Band im Kopf hatte, ihre Wegbegleiter gefunden. Kurz darauf trennte sich Gundog, wobei die Mitglieder zum Teil in Deadline aufgingen. Liz gilt wegen ihrer nicht nur für den Punkbereich herausragenden Qualitäten als Sängerin als Erfolgsträgerin der Band.
Recht bald veröffentlichte Deadline ihre erste Single „TV Dreams“ (2001), im selben Jahr folgte das erste Album „More to it“. Auch live war die Band sehr aktiv, auch außerhalb des Vereinigten Königreichs: 2002 spielte Deadline die erste Tour in Deutschland. Außerdem war Deadline Support für bekannte Bands, z. B. The Distillers und Rancid.
Begleitend zu weiteren Konzerten schrieben Liz und Hervé Lieder für das zweite Album „Back for More“, das 2003 veröffentlicht wurde. Anlässlich der Veröffentlichung gab es eine Tour in diverse europäische Länder. Mit dem steigenden Erfolg der Band verließen  Schlagzeuger Nic und Gitarrist Ray Deadline, um sich auf ihre andere Band Knuckledust konzentrieren zu können. Sie wurden umgehend von Dave und Lee ersetzt.
Nach einer Split-EP mit der US-Band Brassknuckle Boys (2004) wurde der Schlagzeuger erneut gewechselt: Nico begleitete die Band auf eine weitere Europatour, nach deren Abschluss die Arbeit an einem weiteren Album begann. „Getting Serious“ erschien 2005.
Nach weiteren Auftritten und einem weiteren Wechsel des Schlagzeugers (Pascal) kam das neueste Album der Band, „Take a good Look“ (2006), heraus.
2007 wurde Gitarrist Lee Jones durch Benoît „Doudou“ Eydoux ersetzt.

## Texte
Textlich bewegt sich Deadline häufig im thematischen Bereich Feiern (so etwa in „Too Many Pints“), das Leben als Musiker (z. B.: „On the Road“) und Liebe & Beziehungen (z. B.: „Love Song“), womit Klischeethemen des Streetpunk bedient werden. Auch die Abgrenzung von szenetypischen Feindbildern kommt zum Tragen (z. B.: „It Girl“). Zudem behandeln einige Lieder auch Themen, die in der Oi! Szene die Standards bilden, wie die Abgrenzung von politisch Extremen (z. B.: „By Numbers“) oder das Arbeiterdasein (z. B.: „No Way Out“). Darüber hinaus finden sich gelegentlich nachdenkliche (z. B.: „Going Nowhere“) und kritische Stücke (z. B.: „Violent World“) auf den Alben.

## Diskografie
| Jahr | Titel                          | Tonträger                           | Label                   |
| ---- | ------------------------------ | ----------------------------------- | ----------------------- |
| 2001 | TV Dreams                      | 7"                                  | New Blood               |
| 2001 | More to It                     | LP/CD                               | New Blood               |
| 2002 | More to It                     | LP                                  | Social Bombs            |
| 2002 | Punk Unity                     | Split 7" (mit Filaments)            | DSS                     |
| 2002 | Any Fate bute Submission       | Split MCD (mit Brassknuckle Boys)   | Haunted Town Records    |
| 2003 | Back for More                  | CD                                  | Captain Oi              |
| 2004 | Can’t Be Beaten                | Split LP/CD (mit Brassknuckle Boys) | Haunted Town Records    |
| 2004 | Deadline / Catty Witch – Split | Split-CD (mit Catty Witch)          | MCR Records Japan       |
| 2004 | Back for More                  | Picture LP                          | Knock Out Records       |
| 2004 | More to It                     | Picture LP                          | Knock Out Records       |
| 2005 | Getting Serious                | LP/CD                               | People Like You Records |
| 2005 | Out of Luck                    | Single-CD                           | People Like You Records |
| 2005 | Getting Serious                | Picture LP                          | People Like You Records |
| 2006 | Hanging on the Telephone       | Picture 7"                          | People Like You Records |
| 2006 | Take a Good Look               | LP/CD                               | People Like You Records |
| 2008 | We’re Taking Over              | LP/CD                               | People Like You Records |
| 2010 | Bring the House Down           | LP/CD                               | People Like You Records |